# Microregione di Criciúma
Criciúma è una microregione dello Stato di Santa Catarina in Brasile.

## Comuni
Comprende 10 comuni:
- Balneário Rincão
- Cocal do Sul
- Criciúma
- Forquilhinha
- Içara
- Lauro Müller
- Morro da Fumaça
- Nova Veneza
- Siderópolis
- Treviso
- Urussanga